# Diossido di niobio
Il diossido di niobio è un composto chimico del niobio e dell'ossigeno con formula NbO2. È un solido non stechiometrico nero-bluastro con un intervallo di composizione di {\displaystyle {\ce {NbO_{1,94}-NbO_{2,09}}}}.

## Preparazione
Il diossido di niobio può essere preparato riducendo pentossido di niobio (Nb2O5) con idrogeno molecolare (H2) a 800–1350 °C:
{\displaystyle {\ce {Nb2O5\ +\ H2->2NbO2\ +\ H2O}}}
Un metodo alternativo è la reazione di pentossido di niobio con polvere di niobio a 1100 °C:
{\displaystyle {\ce {Nb \ + \ 2Nb2O5 -> 5NbO2}}}

## Proprietà
A temperatura ambiente il diossido di niobio ha una struttura tetragonale simile al rutilo, con brevi distanze Nb-Nb, che caratterizzano il legame. La forma ad alta temperatura ha anch'essa una struttura simile al rutilo con brevi distanze Nb-Nb. Sono state riportate due fasi ad alta pressione: una con una struttura simile al rutilo, sempre con brevi distanze Nb-Nb, e una pressione più alta con una struttura correlata alla baddeleyite. Le due forme più comuni del diossido di niobio sono l'ossido di α-niobio(IV),che ha gruppo spaziale è I41/a (gruppo n°88), con parametri reticolari a = 13.681 Å e c = 5.976 Å. La forma β ha gruppo spaziale I41 (n° 80) con parametri reticolari a = 9.686 Å, c = 5.985 Å..
Il diossido di niobio è insolubile in acqua ed è un potente agente riducente, riducendo l'anidride carbonica in carbonio e l'anidride solforosa in zolfo; inoltre decompone l'idrossido di sodio, liberando idrogeno e si ossida a pentossido di niobio nell'aria. Si ossida a ossido di niobio (V) nell'aria. In processi industriali per la produzione di niobio metallico, il diossido di niobio viene prodotto come intermedio, mediante la riduzione dell'idrogeno contenuto nel pentossido di niobio.Il diossido di niobio viene successivamente fatto reagire con il vapore di magnesio per produrre niobio metallico.